# Brazo Norte (Gran Malvina)
El Brazo Norte(51°55′S 60°05′O / -51.917, -60.083) es un brazo de mar que se interna en la costa sudeste de la isla Gran Malvina del archipiélago de las Malvinas, que según la Organización de las Naciones Unidas (ONU), está en litigio de soberanía entre el Reino Unido, quien lo administra como parte del territorio británico de ultramar de las Malvinas, y la Argentina, quien reclama su devolución, y la integra en el departamento Islas del Atlántico Sur de la provincia de Tierra del Fuego, Antártida e Islas del Atlántico Sur.  
Se ubica en el fodo de la bahía Fox y al norte del asentamiento de Bahía Fox Oeste, encontrándose en la zona de la boca sudoccidental del Estrecho de San Carlos.
Cabe señalar que en la parte sudeste de la isla Soledad, a orillas de la bahía de los Abrigos, se encuentra un establecimiento del nismo nombre.